# Ружичка, Йосип
Йосип Ружичка (чеш. и хорв. Josip Ružička; 10 августа 1919, Откопи — 7 февраля 1945, Ораховица) — югославский хорватский партизан Народно-освободительной войны Югославии, чех по национальности. Майор НОАЮ, в годы войны командовал 1-й чехословацкой партизанской бригадой имени Яна Жижки. Народный герой Югославии.

## Биография
Родился 10 августа 1919 в деревне Откопи, община Кончаница, около Дарувара. Окончил начальную школу посёлка Кончаница и устроился батраком в рыбацкое объединение Кончаницы в возрасте 12 лет. Став свидетелем тяжёлого труда рыбаков и проявления неуважения к ним со стороны работодателей, Ружичка начал активно бороться за их права. В 1929 году была создана рабочая организация, которая фактически начала действовать в 1936 году. Своими стараниями рабочие добились сокращения рабочего дня с 12 до 10 часов и повышении зарплаты в 50 раз. Ружичке пришлось добиваться того, чтобы не допустить рыбаков из соседних деревень в Кончаницу на работу.
В октябре 1941 года Ружичка был призван в армию Хорватского домобранства. Нёс службу в Славонской-Пожеге, а затем перешёл в Загреб, где встретился с солдатами, симпатизировавшими югославским партизанам. В феврале 1942 года он вернулся в родное село и перешёл на сторону партизан, сдав своё оружие и униформу руководителям Народно-освободительного движения, и в гражданской одежде вернулся в Загреб. Там его схватили усташи и бросили в тюрьму, но в марте 1942 года Йосип сбежал из тюрьмы и выбрался в сектор Гарича, где связался с партизанами.
Начал службу в рядах НОАЮ он в звании сержанта и командира роты. С группой товарищей занимался разоружением усташей и домобранцев. Осенью 1942 года перебрался с отрядом в сектор Дарувара, где вёл бои против неприятельских отрядов. Был ранен, отправился в Откопи на лечение, но продолжал оказывать поддержку движению. После выздоровления вернулся в строй, в начале 1943 года принят в Коммунистическую партию Югославии и окончил средние партийные курсы.
3 мая 1943 Ружичка был назначен командиром новосформированного чехословацкого батальона, подчинявшегося непосредственно 3-й оперативной зоне. В составе 17-й славонской бригады батальон от Яворника и через Псунь выбрался в Бановину, а под руководством Ружички нанёс серьёзный урон силам противника близ Зеленика. В ходе боёв Ружичка опять был ранен и снова вернулся в Откопи. Оправившись, он прибыл в штаб 12-й славонской дивизии, а в феврале был назначен командиром 1-й чехословацкой бригады, основанной 26 октября 1943 в Бучье. Участвовал в боях за Мославину, Славонию, Пожешку-Котлину и Посавину, многократно был ранен. Зимой 1944 года оставил бригаду и прошёл курсы военно-политического обучения при штабе 6-й славонского корпуса.
В феврале 1945 года вернулся в бригаду на должность командира. 7 февраля 1945 был смертельно ранен близ Ораховицы в боях против немцев.
Указом Иосипа Броза Тито от 24 июля 1953 посмертно награждён Орденом народного героя Югославии. Ныне его имя носит школа с обучением на чешском языке в посёлке Кончаница, где чехи составляют этническое большинство населения.